# Seznam mineralov A-B
Seznam mineralov A-B vsebuje imena mineralov, sopomenke, rudarska imena ter imena skupin mineralov in trdnih raztopin z začetnicama A in B.
Seznam ni popoln, ker vanj še niso vnešena imena vseh poznanih mineralov, poleg tega pa se stalno odkrivajo novi.

### A
- adamit (cinkov hidroksi arzenat, Zn2[OH | AsO4])
- aftitalit (kalijev natrijev sulfat, (K,Na)3Na(SO4)2)
- afvilit (Ca3[HSiO4]2 • 2H2O)
- ahat (silicijev dioksid, SiO2)
- aktinolit (kalcijev magnezijev železov silikat, Ca2(Mg,Fe2+)5[(OH,F) | Si4O11]2)
- akvamarin (belilijev alumosilikat, Be3Al2Si6O18)
- albit (natrijev aluminijev silikat iz skupine plagioklazov, NaAlSi3O8)
- almandin (železov aluminijev silikat iz skupine granatov, Fe3Al2[SiO4]3)
- alunit (kalijev aluminijev hidroksi sulfat, KAl3(SO4)2(OH)6)
- alunogen (aluminijev sulfat heptadekahidrat, Al2(SO4)3•17H2O)
- ambligonit ((Li,Na)Al[(F,OH) | PO4])
- ametist (silicijev dioksid, SiO2)
- anabergit (nikljev arzenat oktahidrat, Ni3[AsO4]2 • 8H2O)
- analcim (natrijev aluminijev silikat, NaAlSi2O6 • H2O)
- anataz (titanov dioksid, TiO2)
- andezin (kalcijev natrijev alumosilikat iz skupine plagioklazov, (Ca,Na)(Al,Si)4O8 s 30%-50% anortita)
- andradit (kalcijev železov silikat iz skupine granatov,  Ca3Fe2[SiO4]3)
- anglezit (svinčev sulfat, PbSO4)
- anhidrit (kalcijev sulfat, CaSO4)
- annit (kalijev železov alumosilikat, KFe32+AlSi3O10(OH,F)2)
- anortit (kalcijev aluminijev silikat iz skupine plagioklazov, CaAl2Si2O8)
- anortoklaz (alkalni glinenec, (Na,K)AlSi3O8)
- antimonit (stibnit, antimonov sulfid, Sb2S3)
- antofilit (magnezijev železov silikat hidroksid, (Mg,Fe)7Si8O22(OH)2)
- apatit (kalcijev fluoro hidroksi fosfat, Ca5[(F,OH) | (PO4)3])
- apofilit (skupina filosilikatov, (K,Na)Ca4Si8O20(F,OH) • 8H2O)
- aragonit (kalcijev karbonat, CaCO3)
- arfverdsonit (natrijev železov alumosilikat, Na3Fe2+4Al[OH  |  Si4O11]2)
- argutit (germanijev(IV) oksid, GeO2)
- arzenolit (arzenov oksid, As2O3)
- arzenopirit (železov arzenov sulfid, FeAsS)
- astrofilit ((K,Na)3(Fe++,Mn)7Ti2Si8O24(O,OH)7)
- atakamit (bakrov hidroksi klorid, Cu2(OH)3Cl
- atapulgit (magnezijev aluminijev silikat tetrahidrat,  (Mg,Al)2[OH|Si4O10] • 4H2O)
- avgit (inosilikat iz skupine piroksenov, (Ca,Na)(Mg,Fe,Al)(Si,Al)2O6)
- avrikalcit (cinkov bakrov hidroksi karbonat, (Zn,Cu)5[(OH)6  | CO3]2)
- avripigment (arzenov sulfid, As2S3)
- avtunit (kalcijev uranil fosfat hidrat, Ca[UO2  | PO4]2 • 8-12H2O)
- azurit (bakrov hidroksi karbonat, Cu3(CO3)2(OH)2)

### B
- barit (barijev sulfat, BaSO4)
- bemit (aluminijev oksid hidroksid, (γ-AlO(OH))
- beril (berilijev aluminijev silkat, Be3Al2(SiO3)6)
- bevdantit (svinčev železov sulfat arzenat,  PbFe3(OH)6SO4AsO4)
- bifosfamit (amonijev kalijev dihidrogenosfat, (NH4,K)H2PO4
- biksbiit (manganov železov oksid, (Mn,Fe)2O3)
- biotit (K(Mg,Fe2+Mn)3[(OH,F)2  |  AlFe3+)Si3O10)
- bitovnit (kalcijev natrijev alumosilikat iz skupine plagioklazov, (Ca,Na)(Al,Si)4O8 s 70-90% anortita)
- bitumen (policiklični aromatski ogljikovodiki)
- bizmut (Bi)
- bledit (natrijev magnezijev sulfat tetrahidrat, Na2Mg(SO4)2•4H2O)
- boleit ((26PbCl2 • 3AgCl) • 24Cu(OH)2 • 6AgCl • 3H2O)
- boltvudit (hidriran kalijev uranil silikat hidrat, HK(UO2)[SiO4] • 1,5H2O)
- boraks (natrijev tetraborat dekahidrat, Na2B4O7•10H2O ali  Na2[B4O5(OH)4]•8H2O)
- bornit (bakrov železov sulfid, Cu5FeS4)
- botriogen (magnezijev sulfat, MgFe3+(SO4)2(OH)·7H2O.
- brazilianit (natrijev aluminijev hidroksi fosfat, NaAl3[(OH)2 | PO4]2)
- briartit (sulfidni mineral, Cu2(Zn,Fe)GeS4)
- bronzit (magnezijev železov silikat, (Mg,Fe)2[Si2O6])
- brošanit (bakrov hidroksi sulfat, Cu4[(OH)5 | SO4])
- brownmilerit (Ca2(Al,Fe3+)2O5)
- brucit (magnezijev hidroksid, Mg(OH)2)
- brukit (titanov dioksid, TiO2)
- brušit (kalcijev hidrogenfosfat dihidrat, CaHPO4•2H2O)
- burnonit (svinčev bakrov antimonov sulfid, PbCuSbS3)
- busingoltit  (amonijev magnezijev sulfat heksahidrat, (NH4)2Mg(SO4)2•6H2O)